# Psychologia systemowa
Psychologia systemowa – orientacja psychologiczna ogólnej teorii systemów Ludwiga von Bertalanffyego. Jest to współczesny nurt stosowany głównie w psychoterapii rodzin.
Systemem są w tym ujęciu członkowie np. rodziny pozostający w interakcji. Jak w ogólnej teorii systemów, system psychologiczny charakteryzuje ekwifinalność i ekwipotencjalność; system definiują granice wewnętrzne (podsystemy) i zewnętrzne (z otoczeniem) oraz równowaga tendencji do zmiany i tendencji do zachowania stałości.
Poprzez kontekst systemowy analizuje się zaburzenia psychiczne, których objawy mogą być interpretowane z punktu widzenia znaczenia dla jednostki i skutków dla całego systemu.

## Cechy zdrowego systemu rodzinnego
- Jasno zdefiniowane, elastyczne granice.
- Wyodrębnione, czytelne subsystemy (małżonkowie, dzieci, rodzice).
- Otwarta, czytelna struktura (hierarchia i role).
- Przepływ materii i energii – otwarta wymiana ze środowiskiem.
- Elastyczna zdolność do przystosowywania się do zmian wewnątrz i na zewnątrz systemu (radzenie sobie z kryzysem).
- Jawna epistemologia (normy, reguły, przekonania), konstruowana przez wszystkich członków systemu, otwarta na nowe informacje.
- Harmonia, równowaga między relacją wspólnoty i relacją wymiany.